# Generationenprinzip
Das Generationenprinzip, auch Großvater-Vater-Sohn-Prinzip genannt, stellt in der EDV eine Strategie der Datensicherung dar. Es stellt sicher, dass immer mehrere Sicherungen in verschiedenen zeitlichen Abstufungen (Großvater, Vater, Sohn) vorhanden sind, um verschiedene Versionen für eine mögliche Wiederherstellung zur Verfügung zu haben. Das Generationenprinzip ist eines der häufigsten Rotationsschemata, die bei der Sicherung per Bandrotation angewandt werden, bei der Sicherungsbänder nach einem bestimmten Schema wiederverwendet werden.

## Sicherungstyp
Das Generationenprinzip ist nicht an einen speziellen Sicherungstyp (vollständig, differenziell, inkrementell) gebunden.

## Ausführliches Beispiel

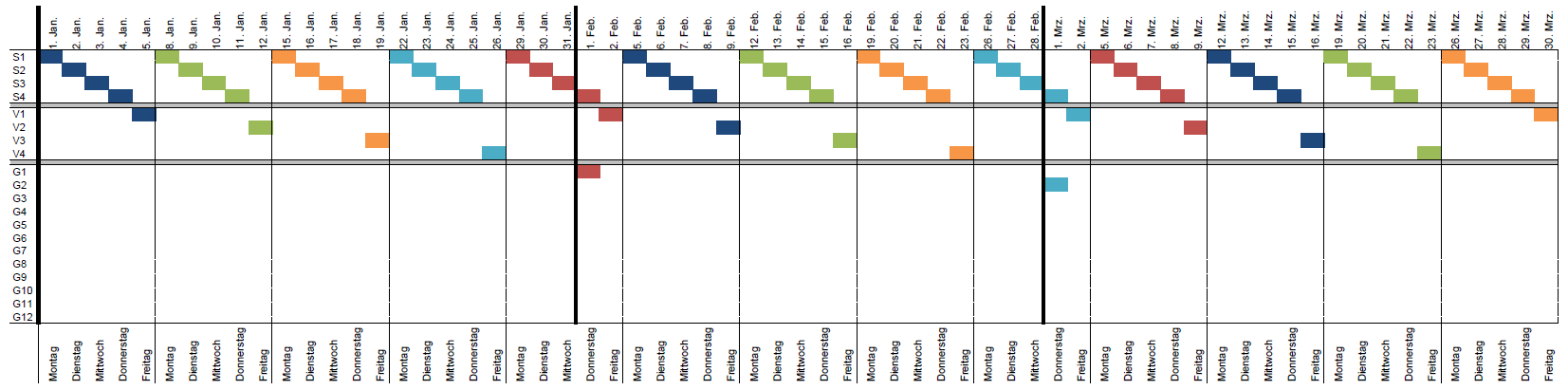
In unterschiedlichen Zeitabständen werden Backups erstellt. Hier: täglich, wöchentlich und monatlich.
Wochen wurden farblich markiert.

Im nachfolgend beschriebenen Szenario wird die Großvater-Vater-Sohn-Sicherung im Rahmen einer Fünf-Tage-Woche angewandt. Dabei kommen 20 Speichermedien zum Einsatz: Vier Sohn-Medien (S1–S4), vier Vater-Medien (V1–V4) und zwölf Großvater-Medien (G1–G12). Hierbei wird vorausgesetzt, dass eine Sicherung auf ein solches Medium passt.
Ablauf: Das Szenario beginnt an einem 1. Januar, welches – der Einfachheit halber – ein Montag ist. Zum Nachvollziehen eignet sich ein auf das Jahr 2018 oder 2029 eingestellter Kalender.
1. Woche
Am Montag, 1. Januar, erfolgt die erste Tagessicherung (Sohn) auf das Medium S1. Ebenso verfährt man mit den Medien S2–S4 für die Tage Dienstag bis Donnerstag. Am Freitag, 5. Januar, erfolgt die erste Wochensicherung (Vater) auf das Medium V1.
2. Woche
Am Montag, 8. Januar, erfolgt die Tagessicherung wieder auf das Medium S1, dieses wird also nach einer Woche zum ersten Mal überschrieben. Wie in der ersten Woche erfolgen die Sicherungen für die Tage Dienstag bis Donnerstag auf die Medien S2–S4. Am Freitag, 12. Januar, erfolgt die zweite Wochensicherung auf das Medium V2.
3. und 4. Woche
Wie in den beiden Wochen zuvor erfolgen die Tagessicherungen auf die Medien S1-S4. An den Freitagen erfolgen die dritte und vierte Wochensicherung auf die Medien V3 und V4.
5. Woche
Die Woche beginnt am Montag, 29. Januar, wie gewohnt. Da der Mittwoch, 31. Januar, aber der letzte Tag im Monat ist, wird hier (neben der Tagessicherung auf das Medium S3) die erste Monatssicherung (Großvater) auf das Medium G1 angelegt. Am Donnerstag wird wie sonst auch auf das Medium S4 gesichert. Die Sicherung am Freitag erfolgt wieder auf das erste Vatermedium, V1, welches also nach einem Monat zum ersten Mal überschrieben wird.
2. Monat
Der Februar verläuft analog zum Januar. Jeweils freitags wird eine alte Wochensicherung überschrieben. Am Mittwoch, 28. Februar, erfolgt wieder eine Monatssicherung, diesmal auf das Medium G2.
3. Monat
Die ersten vier Wochensicherungen im März erfolgen analog zum Februar, überschreiben also die Medien V1–V4. Da dieser März fünf Freitage hat, erfolgt am 30. März die Wochen- und gleichzeitig auch Monatssicherung auf das Medium G3 (siehe oben).
4.–12. Monat
Hier erfolgen die Sicherungen analog zu den vorhergehenden Monaten. Am Montag, 31. Dezember, erfolgt die letzte Monatssicherung auf dem noch unbeschriebenen Medium G12.
2. Jahr
Hier wird am Ende des Januars die Monatssicherung wieder auf das Medium G1 gespeichert, dieses wird also nach einem Jahr zum ersten Mal überschrieben. So können also Daten von bis zu einem Jahr zurückgeholt werden.